# Suzuki Shōgo
Suzuki Shōgo (鈴木 勝吾 Linh Mộc Thắng Ngô) (sinh 4 tháng 2 năm 1989) là một nam diễn viên và nhạc sĩ sinh ở Odawara, Kanagawa. Vai diễn nổi tiếng là Tani Chiaki (谷 千明 Cốc Thiên Minh)/Shinken Green (シンケングリーン Shinken Gurīn) trong Samurai Sentai Shinkenger.

## TV
- Samurai Sentai Shinkenger - Chiaki Tani/Shinken Green (2009-2010)
- Kamen Rider Decade - Chiaki Tani/Shinken Green (2009, ep-24-25)
- Dosokai - Kota (2010)
- Heaven's Rock - Ryuichi (2010)
- Kodai Shojotai Dogoon V - Shota Tsukimiya (2010)

## Phim
- Bộ phim về Samurai Sentai Shinkenger:Trận chiến định mệnh - Chiaki Tani/Shinken Green (2009)
- Samurai Sentai Shinkenger vs. Go-onger Ginmaku Bang!! - Chiaki Tani/Shinken Green (2010)
- Sự trở lại của Samurai Sentai Shinkenger: Tập đặc biệt - Chiaki Tani/Shinken Green (2010)
- Tensou Sentai Goseiger vs. Shinkenger: Epic on Ginmaku - Chiaki Tani/Shinken Green (2011)